# Super Bowl XXV
Super Bowl XXV var den 25. udgave af Super Bowl, finalen i den amerikanske football-liga NFL. Kampen blev spillet 27. januar 1991 på Tampa Stadium i Tampa og stod mellem New York Giants og Buffalo Bills. Giants vandt 20-19, hvilket er den til dato mindste sejr i en Super Bowl. Sejren var Giants anden i Super Bowl gennem tiden, og var samtidig det første af Bills fire Super Bowl-nederlag i træk.
Kampens MVP (mest værdifulde spiller) blev Giants Running back Ottis Anderson.
| NFL | Spire Denne artikel om NFL er en spire som bør udbygges. Du er velkommen til at hjælpe Wikipedia ved at udvide den. |